# Persephona lichtensteinii
Persephona lichtensteinii is een krabbensoort uit de familie van de Leucosiidae. De wetenschappelijke naam van de soort is voor het eerst geldig gepubliceerd in 1817 door Leach.